# Pilot Flying J
Pilot Flying J ist ein amerikanischer Tankstellenbetreiber, der im Jahr 2010 durch Fusion der Vorgänger Flying J und Pilot Travel Centers entstand, nachdem Flying J im Jahr 2008 insolvent geworden war. Pilot Travel Centers war 2001 von der Pilot Oil Corporation und Marathon Oil gegründet worden. Marathon Oil wurde 2008 ausbezahlt. Die erste Pilot-Tankstelle wurde 1958 von James Haslam II eröffnet.
Das Unternehmen hat über 750 Standorte in 44 Bundesstaaten der Vereinigten Staaten und sechs kanadischen Provinzen.
Am 3. Oktober 2017 wurde bekanntgegeben, dass das Warren Buffett kontrollierte Unternehmen Berkshire Hathaway 38,6 % des Kapitals von Pilot Flying J übernehmen wird, die Haslam Familie und FJ Management behielten ihre Anteile bis 2024. Am 17. Januar 2024 übernahm Berkshire 100 % der Anteile und ist von nun an Besitzer von Pilot Flying.